# Halle (Saale)

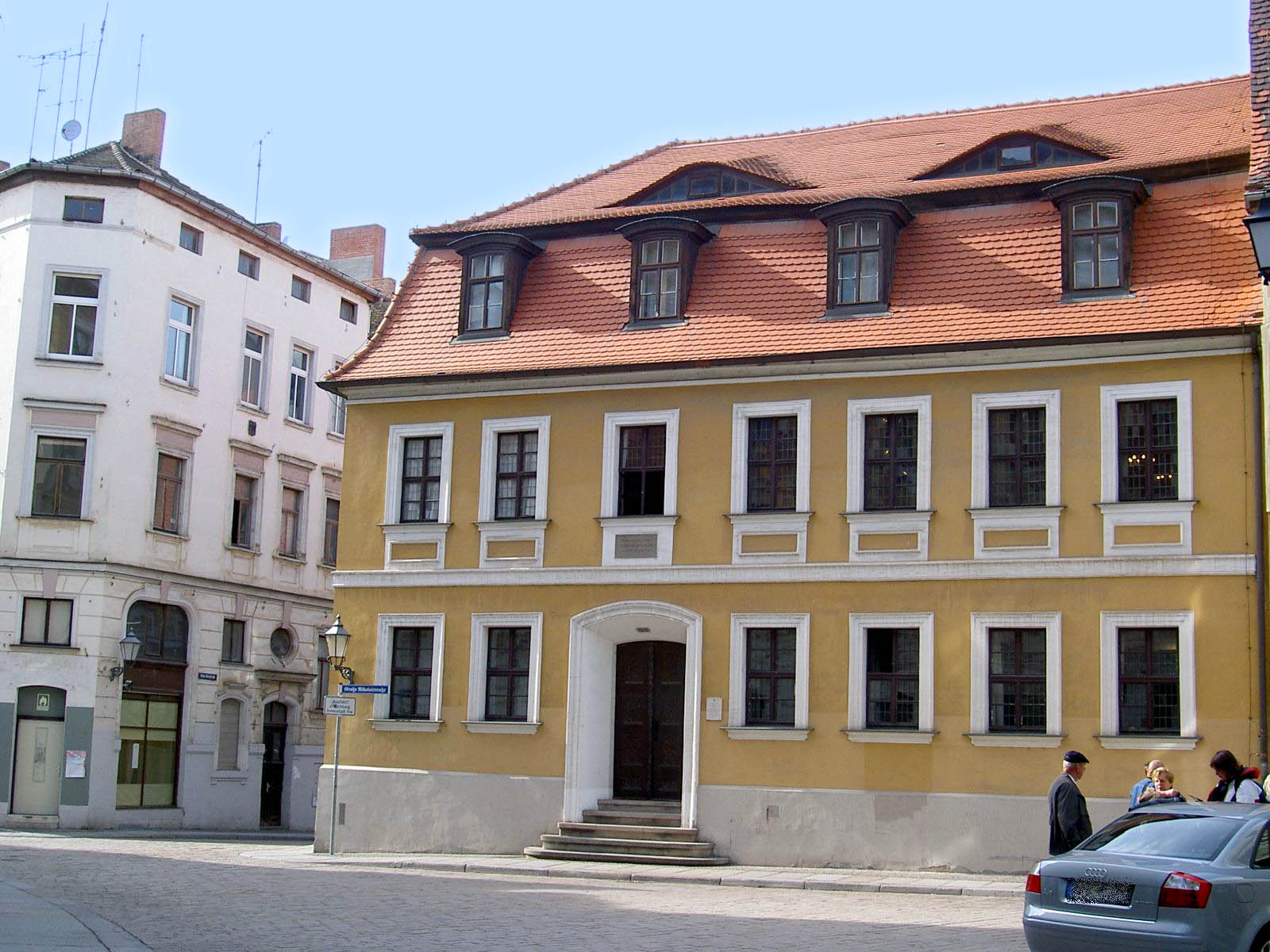
Händel szülőháza

Halle (Saale) (a 15. század végétől a 17. század végéig Halle in Sachsen, a 20. század elejéig hivatalos nevén Halle an der Saale, 1965-től 1995-ig Halle/Saale, régi magyar neve: Hálla) a németországi Szász-Anhalt tartomány legnagyobb városa. A tartomány déli részén fekszik, a Saale folyó partján. 2017 végén 239 173 lakosa volt.

## Története
Halle története a sókitermeléssel fonódik össze. A város nevének jelentése kelta nyelven só. Ugyanez az eredete az Észak-Rajna-Vesztfália tartománybeli Halle, illetve az ausztriai Hallein és Hallstatt településeknek is, míg a Saale folyó neve a só germán nevéből ered. A sókitermelés a környéken már a bronzkorban elkezdődött.
A várost első ízben 806-ban említik. A 10. században a magdeburgi püspökség része lett és így is maradt 1680-ig, amikor Brandenburg elcsatolta Magdeburggal együtt.
A hallei egyetemet 1694-ben alapították, majd 1817-ben a wittenbergi egyetemmel egyesítették.
A II. világháború után Halle a rövid életű Szász-Anhalt tartomány székhelye volt 1952-ig, amikor az NDK kormánya megszüntette a tartományi felosztást. 1990-ig Halle kerület (Bezirk Halle) székhelye volt. A német újraegyesítés után Szász-Anhalt fővárosa Magdeburg lett.
Halléban adták ki az első vend nyelvű (a magyarországi szlovének és a muravidékiek nyelve) nyomtatott könyvet, Temlin Ferenc Mali katechismus c. alkotását 1715-ben.
Terrortámadás történt a városban 2019-ben.

## Közlekedés

### Közúti közlekedés
A várost érinti az A14-es és az A143-as autópálya.

## Látnivalók
- Giebichenstein-kastély, első említése 961-ből
- Moritzburg, egy újabb vár 1503-ból, a magdeburgi püspökök székhelye. A harmincéves háború során lerombolták, utána évszázadokon át rom volt, 1904-ben újjáépítették.
- Katedrális, eredetileg Domonkos-rendi kolostor (1271)

## Híres emberek
- Georg Moritz Hagen Listing itt született 1987. március 31-én. 18 éves korában összeállt 3 fiúval Bill Kaulitzcal, Tom Kaulitzcal és Gustav Klaus Wolfgang Schaferrel és a Tokio Hotel nevű bandával lettek virághírűek mára.
- Georg Friedrich Händel itt született 1685. február 23-án. Életének első 17 évét a városban töltötte. A szülőháza jelenleg múzeum.
- Georg Cantor a hallei egyetemen volt professzor.
- Itt született Reinhard Heydrich, a nácik egyik vezetője.